# Nacaduba euretes
Nacaduba euretes är en fjärilsart som beskrevs av Druce 1891. Nacaduba euretes ingår i släktet Nacaduba och familjen juvelvingar. Inga underarter finns listade i Catalogue of Life.